# Star Wars: Rogue Squadron
Star Wars: Rogue Squadron je akční arkádová videohra z roku 1998 vyvinutá společnostmi Factor 5 a LucasArts a vydaná LucasArts. Čerpá námět z filmové série Star Wars a je určena pro Microsoft Windows a herní konzoli Nintendo 64. Roku 2001 vyšlo pokračování s názvem Star Wars Rogue Squadron II: Rogue Leader.
V roce 1999 získala videohra ocenění Origins Award v kategorii „Nejlepší akční počítačová hra roku 1998“.

## Hratelnost
Na rozdíl od herní série Star Wars: X-Wing, která je bojovým vesmírným simulátorem, je Rogue Squadron rychlou akční videohrou arkádového stylu. Každá z šestnácti herních úrovní obsahuje hlavní úkoly a mise, které musí být splněny před postupem do další úrovně. Tyto úkoly a mise jsou rozděleny do čtyř kategorií: najdi a znič (search and destroy), prozkoumej (reconnaissance), zachraň (rescue) a ochraňuj (protect). Nepřátelská flotila je z větší části tvořena stíhači TIE. Pozemní vojsko je rozmanitější a obsahuje tři různá chodící těžce ozbrojená vozidla (walkers), lasery a raketové věže, tanky, sondy, raketoplány, stormtroopery a vznášedla (speeder bikes).
Herní displej obsahuje radar, počet životů hráče a počet nábojů sekundárních zbraní. Hráč může ovládat pět druhů bojových stíhačů: X-wing, A-wing, Y-wing, T-47 Airspeeder a V-wing. Každá z vesmírných lodí nabízí jedinečné bojové vybavení a různé stupně rychlosti a manévrovatelnosti. Hra zpočátku omezuje hráče v používaní lodí, které jsou v každé úrovni předem určeny. Hráč má však možnost si je po jejich dokončení opět zahrát, a to s jakoukoliv lodí. V úrovních odehrávajících se na měsících bez atmosféry je hráč nucen bojovat ve vesmíru a tak mu není dovoleno použít lodě s repulzivním pohonem, které se vznáší nad povrchem (Speeder a V-Wing). V různých úrovních hry se skrývá devět bonusových vylepšení. Tato vylepšení zvyšují sílu zbraní nebo odolnost lodí. Po použití na dané lodi jsou v účinnosti po zbytek hry. 
Hráčův výkon je pokaždé dokončené úrovni vypočten na základě tří referenčních kritérií. Každé z kritérií je tvořeno pěti kategoriemi: čas dokončení, počet zničených nepřátel, přesnost střelby, počet zachráněných přátelských plavidel a struktur a počet získaných bonusů. Pokud hráčův výkon překročí jedno ze tří kriterií ve všech pěti kategoriích, je oceněn bronzovou, stříbrnou nebo zlatou medailí. Získání těchto medailí zvyšuje úroveň (rank) hráče a odemyká skrytý obsah.